# Artur Anatra
Artur Antonovič Anatra (rusky: Артур Антонович Анатра, 1878 – 1942) byl ruský bankéř a podnikatel. Zapsal se do dějin letectví, když v roce 1913 v prostorách Oděského aeroklubu založil továrnu nesoucí jeho jméno, kde vyráběl vojenská letadla pro ruskou Carskou armádu.